# كرسي رفع
كراسي الرفع ، والمعروفة أيضًا باسم كراسي الرفع أو كراسي الذراعين المرتفعة، هي كراسي تتميز بآلية رفع كهربائية تدفع الكرسي بأكمله لأعلى من قاعدته وبالتالي تساعد المستخدم على الوصول إلى وضع الوقوف.
في الولايات المتحدة، تُعد كراسي الرفع من المعدات الطبية المتينة بموجب الجزء ب من برنامج الرعاية الطبية.
في تقرير صدر في فبراير 1989 عن المفتش العام لوزارة الصحة والخدمات الإنسانية الأمريكية، وجد أن: كراسي الرفع قد لا تلبي متطلبات الرعاية الطبية للمعدات الطبية المعمرة (DME) ويجب إعادة تنظيم مطالبات كراسي الرفع. قد تم تحفيز هذا التقرير نتيجة لزيادة المطالبات المتعلقة بكراسي الرفع بين عامي 1984 و1985 من 200 ألف إلى 700 ألف. ذكرت مقالة في صحيفة نيويورك تايمز أن الإعلانات التلفزيونية العدوانية كانت تدفع المستهلكين إلى الاستفسار عن كراسي الرفع، وبمجرد أن يتصل المستهلكون، يتم إرسال نموذج إليهم ليوقعه أطباؤهم. بعض الشركات تقوم بشحن الكراسي الرافعة قبل الحصول على توقيع الطبيب؛ وبالتالي، إجبار الأطباء على التوقيع وإلا سيضطر مريضهم إلى دفع ثمن الكرسي.

## شروط تغطية الرعاية الصحية
قد يغطي برنامج الرعاية الطبية تكلفة آلية الرفع فقط وليس الكرسي بأكمله. قبل أن يتم النظر في تغطية Medicare للتكلفة، سيحتاج المرضى إلى زيارة طبيبهم لمناقشة الحاجة إلى هذه المعدات المحددة، ثم يقوم مزود المعدات الطبية المتينة (DME) بطلب وصفة طبية وشهادة الضرورة الطبية (CMN).
يتضمن نموذج CMN خمسة أسئلة يجب على الطبيب الإجابة عليها، هي:
- هل يعاني المريض من التهاب المفاصل الشديد؟
- هل يعاني المريض من مرض عصبي عضلي؟
- هل المريض غير قادر على النهوض من كرسي عادي في منزله؟
- هل يستطيع المريض المشي بعد الوقوف؟
- هل تم اتخاذ جميع التدابير العلاجية الأخرى؟
- إذا تمت الإجابة على أي من الأسئلة بـ "لا"، فمن المحتمل أن يؤدي ذلك إلى رفض المطالبة.

## الدفع والتعويض
عادةً ما يتطلب مزودو المعدات الطبية المتينة الدفع الكامل مقدمًا مقابل الكرسي، ويقدمون تعويضًا عند الموافقة من Medicare. لا يمكن لمقدمي المعدات الطبية المتينة (DME) تقديم فواتير إلى Medicare دون توفير المعدات أولاً.

## الميزات الإضافية
يمكن أن تأتي كراسي الرفع أيضًا مع عدد من خيارات الميزات الإضافية والإضافات، منها:

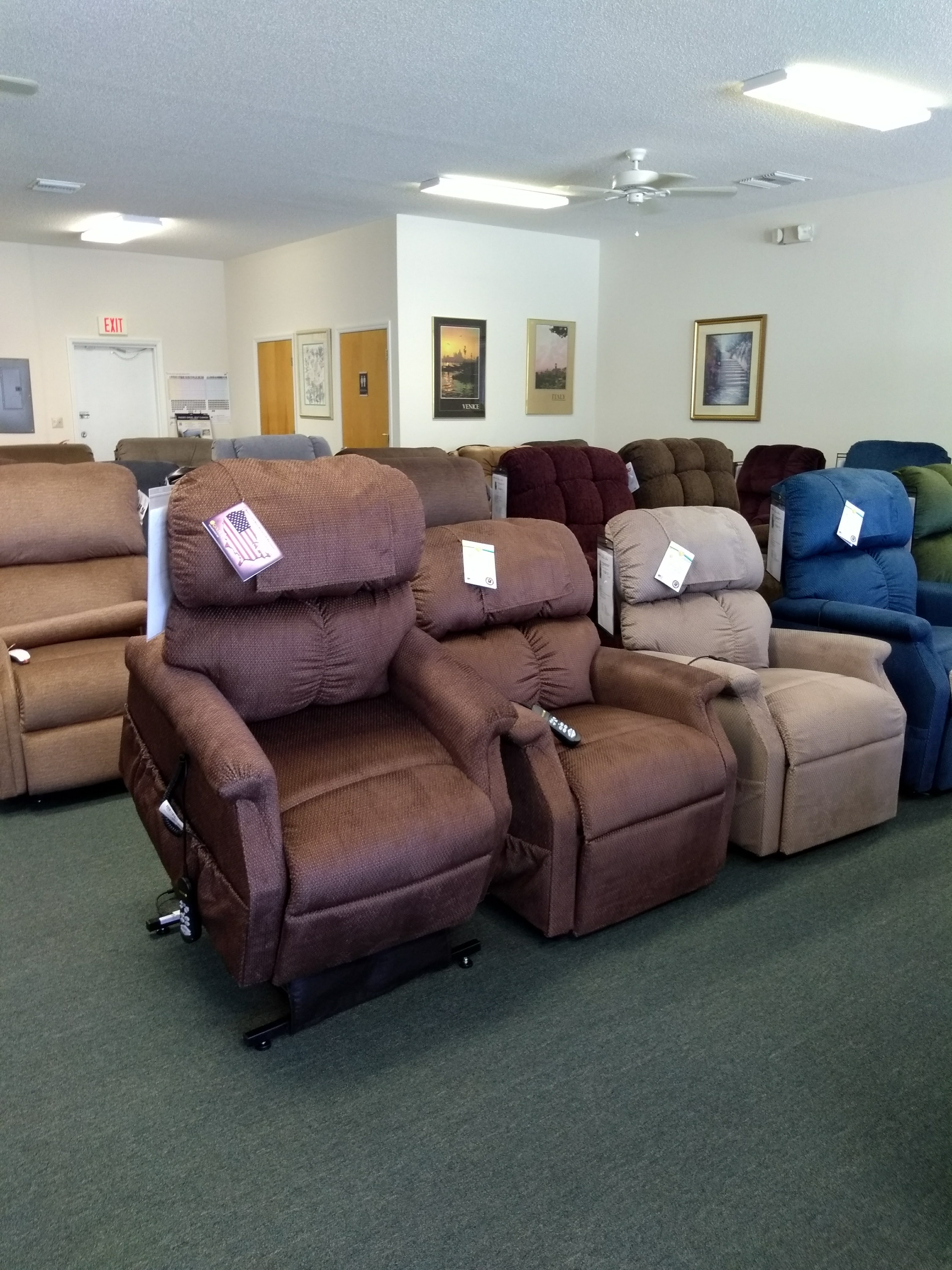

- التدفئة والتدليك

- وسائد الرأس القابلة للتعديل

- وسائد أسفل الظهر القابلة للتعديل

- بطاريات احتياطية

- أقمشة فاخرة.